# ルガンスク人民共和国 (ロシア連邦)

ルガンスク人民共和国
Луганская Народная Республика  (ロシア語)

併合は国際的に承認されていない。

ルガンスク人民共和国 (ロシア語: Луганская Народная Республика) は、2022年9月にロシアが、ルガンスク人民共和国（ルハーンシク州）併合を一方的に宣言し、ロシアを構成する連邦構成主体として設置された共和国。ロシアに併合される前は、独立国家としてのルガンスク人民共和国が2014年から2022年までこの領土を支配していた。

## 歴史
ルガンスク人民共和国は、ドネツク人民共和国、ヘルソン州、ザポリージャ州と共に2022年9月30日に併合された。この併合は、加盟国（ロシアとウクライナの両方を含む）が国際連合憲章と国際法を遵守することが求められていることに基づく。ただし、後述のように国連や国際社会からはロシアによる一方的な併合宣言を違法であると判断されている。

### 住民投票
ルガンスク人民共和国のセクションを通じてロシア中央選挙委員会が発表した結果によると、98.42%（1,636,302 人の有権者）が併合を支持した。多くの票が、武装した職員の戸別訪問により集められたとされている。

### ロシアの併合宣言に対する国際社会の反応
ロシアの併合宣言に対する国際社会の反応は、ほとんどが否定的であった。当事者であるウクライナは当然ロシアによる併合を認めず、逆に領土奪還のために攻勢を強めた。ウォロディミル・ゼレンスキー大統領は、「ウクライナは何も変わらない」ことを強調し、実際に併合宣言直後に州都・ヘルソンを含むヘルソン州の一部を奪い返すことに成功した。また、国際社会からもロシアの行動には強い非難が浴びせられた。欧米諸国が4州併合を認めない態度を示したのはもちろん、中国やインドのように、ロシアに対して明らかな非難をしてこなかった国も、併合を支持はしなかった。そして、国連総会でも、ロシアの一方的併合を違法だとする決議が193カ国中143カ国の賛成で可決された。

### 住民投票実行の理由
ルガンスク人民共和国を含むウクライナ4州の併合の是非を問う住民投票の実施は、9月上旬のハルキウでのウクライナ軍の大規模な反攻を受けて強行された。これは、ウクライナの反撃を抑止するという狙いがあり、場当たり的な実行であった。しかし、ウクライナの攻勢が強まりヘルソン州の一部が奪還されたように、住民投票には十分な効果がなく、国際社会からもほとんど支持を得られなかった。